# Замок Девіс
Замок Девіс (англ. Davis Castle) — один із замків Ірландії, розташований в графстві Корк, земля Балліморішін.

## Історія замку Девіс
Замок Девіс являє собою укріплений будинок, побудований в 1680—1720 роках. Двоповерховий, з димарями та чавунними водотоками. Вікна квадратні. Спочатку будувався як замок баштового типу, але потім план будівництва змінили на укріплений особняк. Перебудовувався, але основа історичної забудови збереглася. Особливості конструкції вказують на те, що колись ця будівля була значно більшою. Згідно історичних переказів замок колись розколовся і половина його завалилась. Замок належав двом гілкам клану Девіс — Дін Роуленд Девіс та Джеймс Девіс. Наприкінці ХІХ століття замок належав британській армії і використовувався як казарма.